# Базлицька сільська рада
Базли́цька сільська рада (рос. Базлыкский сельский совет) — муніципальне утворення у складі Біжбуляцького району Башкортостану, Росія. Адміністративний центр — село Базлик.

## Населення
Населення — 1263 особи (2014, 1621 в 2010, 1893 в 2002).

## Склад
До складу поселення входять такі населені пункти:
| Населений пункт          | Населення, осіб (2002) | Населення, осіб (2010) |
| ------------------------ | ---------------------- | ---------------------- |
| Базлик, село             | 1023                   | 916                    |
| Єгоровка, присілок       | 85                     | 64                     |
| Кістенлі-Богданово, село | 587                    | 483                    |
| Мусино, присілок         | 115                    | 91                     |
| Пурлига, присілок        | 83                     | 67                     |